# Distrito de Saskatchewan
O Distrito de Saskatchewan foi um distrito administrativo regional dos Territórios do Noroeste do Canadá. Grande parte da área foi incorporada à província de Saskatchewan. A parte ocidental se tornou parte de Alberta, e a parte oriental (que estendia até o Lago Winnipeg) é agora parte de Manitoba. Sua capital era Prince Albert. O distrito foi abolido com a criação das províncias de Saskatchewan e Alberta em 1905.
Os conflitos durante a Rebelião do Noroeste de 1885 ocorreram no Distrito de Saskatchewan.

## População
A população do distrito de Saskatchewan em 1885 era de 10 595 habitantes. O subdistrito de Prince Albert tinha uma população de 5 373 pessoas, que incluía os assentamentos Southbranch com cerca de 1 300. A oeste ficava o subdistrito de Battleford com 3 603 pessoas e a leste o subdistrito de Carrot River com 1 770.
O maior assentamento e a capital do distrito foi Prince Albert com cerca de 800 pessoas, seguido por Battleford com cerca de 500 pessoas.